# Lista protoprezbiterów Kolegium Kardynalskiego
Lista protoprezbiterów Kolegium Kardynalskiego

## Do roku 1378
| Imię i nazwisko                    | Ur. – zm.                          | Data, od której liczone jest starszeństwo wśród kardynałów prezbiterów | czas przysługiwania tytułu protoprezbitera | daty nominacji kardynalskich; pozostałe uwagi |
| Bonifacy                           | ? – ok. 1130                       | ok. 1100                                                               | ok. 1112 – 1130                            | W 1130 przystąpił do obediencji antypapieża Anakleta II                                                                                                  |
| Giovanni da Crema                  | ? – 1134                           | ok. 1116                                                               | 1130 – 1134                                | |
| Gerardo Caccianemici CanReg        | ? – 15 lutego 1145                 | 10 marca 1123                                                          | 1134 – 1137                                | Po raz pierwszy |
| Pietro Pisano                      | ? – 1144                           | ok. 1117                                                               | 1137 – 29 maja 1138                        | W latach 1130–37 popierał antypapieża Anakleta II. W kwietniu 1139 został pozbawiony godności kardynalskiej przez Sobór laterański II                    |
| Gregorio de Ceccano                | ? – ok. 1140?                      | ok. 1102                                                               | 29 maja 1138 – kwiecień 1139               | Były antypapież Wiktor IV (1138), następca Anakleta II. W kwietniu 1139 został pozbawiony godności kardynalskiej przez Sobór laterański II               |
| Gerardo Caccianemici               | ? – 15 lutego 1145                 | 10 marca 1123                                                          | kwiecień 1139 – 12 marca 1144              | Po raz drugi. 12 marca 1145 wybrany na papieża Lucjusza II (1144-1145)                                                                                   |
| Gregorio Centu                     | ? – 1162                           | 2 marca 1140                                                           | 12 marca 1144 – wrzesień 1154              | 2 marca 1140 (kardynał prezbiter); wrzesień 1154 (kardynał biskup);                                                                                      |
| Guido Florentinus                  | ? – 1157                           | 2 marca 1140                                                           | wrzesień 1154 – 1157                       | |
| Ubaldo de Lucca                    | ok. 1100 – 25 listopada 1185       | 24 maja 1141                                                           | 1157 – 20 grudnia 1158                     | 17 grudnia 1138 (kardynał diakon); 24 maja 1141 (kardynał prezbiter); 20 grudnia 1158 (kardynał biskup); 1 września 1181 wybrany na papieża Lucjusza III |
| Rainaldo di Collemezzo OSB         | 1109 – 28 października 1166        | ok. 1141                                                               | 20 grudnia 1158 – 28 października 1166     | |
| Ubaldo CanReg                      | ? – 1170                           | 20 maja 1144                                                           | 28 października 1166 – 1170                | |
| Giovanni da Sutri                  | ? – 1180                           | 22 lutego 1152                                                         | 1170 – 1180                                | |
| Alberto di Morra OPraem            | 1105/10 – 17 grudnia 1187          | 15 marca 1158                                                          | 1180 – 25 października 1187                | 22 grudnia 1156 (kardynał diakon); 15 marca 1158(kardynał prezbiter); od 25 października 1187 papież Grzegorz VIII                                       |
| Giovanni Conti da Anagni           | ? – 1196                           | 18 grudnia 1165                                                        | 25 października 1187 – sierpień 1190       | 20 grudnia 1158 (kardynał diakon); 18 grudnia 1165 (kardynał prezbiter); sierpień 1190 (kardynał biskup Palestriny)                                      |
| Wilhelm o Białych Dłoniach         | 1135 – 7 września 1202             | 14 marca 1179                                                          | sierpień 1190 – 7 września 1202            | |
| Ruggiero di San Severino OSB       | ? – 25 grudnia 1221                | ok. 1180                                                               | 7 września 1202 – 25 grudnia 1221          | |
| Leone Brancaleone CanReg           | ? – 25 sierpnia 1224               | 9 marca 1202                                                           | 25 grudnia 1221 – 25 sierpnia 1224         | 3 czerwca 1200 (kardynał diakon) 9 marca 1202 (kardynał prezbiter)                                                                                       |
| Guala Bicchieri                    | ok. 1150 – 31 maja 1227            | 2 kwietnia 1211                                                        | 25 sierpnia 1224 – 31 maja 1227            | 18 grudnia 1204(kardynał diakon) 2 kwietnia 1211(kardynał prezbiter)                                                                                     |
| Stefano di Ceccano                 | ? – 23 listopada 1227              | 13 kwietnia 1213                                                       | 31 maja 1227 – 23 listopada 1227           | |
| Tommaso da Capua                   | ok. 1180/85 – 22 sierpnia 1239     | 9 kwietnia 1216                                                        | 23 listopada 1227 – 22 sierpnia 1239       | 5 marca 1216 (kardynał diakon) 9 kwietnia 1216(kardynał prezbiter)                                                                                       |
| Giovanni Colonna                   | ? – 28 stycznia 1245               | 17 grudnia 1216                                                        | 22 sierpnia 1239 – 28 stycznia 1245        | 27 maja 1206 (kardynał diakon) 17 grudnia 1216 (kardynał prezbiter)                                                                                      |
| Stefano Conti                      | ? – 8 grudnia 1254                 | 23 września 1228                                                       | 28 stycznia 1245 – 8 grudnia 1254          | 5 marca 1216 (kardynał diakon) 23 września 1228 (kardynał prezbiter)                                                                                     |
| Jan z Toledo OCist                 | ok. 1190 – 13 lipca 1275           | 28 maja 1244                                                           | 8 grudnia 1254 – czerwiec 1262             | 28 maja 1244 (kardynał prezbiter) 17 grudnia 1261 (kardynał biskup), konsekrowany w czerwcu 1262                                                         |
| Hugues de Saint-Cher OP            | ok. 1190 – 19 marca 1263           | 28 maja 1244                                                           | czerwiec 1262 – 19 marca 1263              | |
| Simone Paltineri                   | ok. 1200 – luty 1277               | 17 grudnia 1261                                                        | 19 marca 1263 – luty 1277                  | |
| Simon de Brion                     | ok. 1210 – 28 marca 1285           | 17 grudnia 1261                                                        | luty 1277 – 22 lutego 1281                 | 17 grudnia 1261 (kardynał prezbiter) 22 lutego 1281 Papież Marcin IV                                                                                     |
| Ancher Pantaleon                   | ok. 1210 – 1 listopada 1286        | 3 czerwca 1262                                                         | 22 lutego 1281 – 1 listopada 1286          | |
| Hugh of Evesham                    | ? – 27 lipca 1287                  | 12 kwietnia 1281                                                       | 1 listopada 1286 – 27 lipca 1287           | |
| Jean Cholet                        | ? – 2 sierpnia 1292                | 12 kwietnia 1281                                                       | 27 lipca 1287 – 2 sierpnia 1292            | |
| Hugues Aycelin OP                  | ? – 28 grudnia 1297                | 16 maja 1288                                                           | 2 sierpnia 1292 – sierpień 1294            | 16 maja 1288 (kardynał prezbiter) sierpień 1294 (kardynał biskup)                                                                                        |
| Pietro Peregrossi                  | październik 1220 – 1 sierpnia 1295 | 18 grudnia 1288                                                        | sierpień 1294 – 1 sierpnia 1295            | 16 maja 1288 (kardynał diakon) 18 grudnia 1288 (kardynał prezbiter)                                                                                      |
| Tommaso d’Ocra OCel                | ? – 29 maja 1300                   | 18 września 1294                                                       | 1 sierpnia 1295 – 29 maja 1300             | |
| Jean Le Moine                      | ok. 1250 – 22 sierpnia 1313        | 18 września 1294                                                       | 29 maja 1300 – 22 sierpnia 1313            | |
| Arnaud de Canteloup                | ? – 14 grudnia 1313                | 15 grudnia 1305                                                        | 22 sierpnia 1313 – 14 grudnia 1313         | |
| Nicolas de Fréauville OP           | ? – 14 lutego 1323                 | 15 grudnia 1305                                                        | 14 grudnia 1313 – 14 lutego 1323           | |
| Guillaume Teste                    | ? – wrzesień 1326                  | 23 grudnia 1312                                                        | 14 lutego 1323 – wrzesień 1326             | |
| Gauscelin de Jean                  | ? – 3 sierpnia 1348                | 18 grudnia 1316                                                        | wrzesień 1326 – 18 grudnia 1327            | 18 grudnia 1316 (kardynał prezbiter) 18 grudnia 1327 (kardynał biskup)                                                                                   |
| Bernard de Garves                  | ? – 1329                           | 7 marca 1327                                                           | 18 grudnia 1327 – 1329                     | 19 grudnia 1310 (kardynał diakon) 7 marca 1327 (kardynał prezbiter)                                                                                      |
| Jean-Raymond de Comminges          | ok. 1285 – 20 listopada 1348       | 18 grudnia 1327                                                        | 1329 – 15 marca 1331                       | 18 grudnia 1327 (kardynał prezbiter) 15 marca 1331 (kardynał biskup)                                                                                     |
| Annibaldo di Ceccano               | ok. 1280 – 17 lipca 1350           | 18 grudnia 1327                                                        | 15 marca 1331 – luty 1333                  | 18 grudnia 1327 (kardynał prezbiter) luty 1333 (kardynał biskup)                                                                                         |
| Jacques Fournier OCist             | ok. 1280 – 25 kwietnia 1342        | 18 grudnia 1327                                                        | luty 1333 – 20 grudnia 1334                | Od 20 grudnia 1334 papież Benedykt XII |
| Raymond de Mostuejouls OSB         | ? – 12 listopada 1335              | 18 grudnia 1327                                                        | 20 grudnia 1334 – 12 listopada 1335        | |
| Pierre des Chappes                 | ? – 24 marca 1336                  | 18 grudnia 1327                                                        | 12 listopada 1335 – 24 marca 1336          | |
| Matteo Orsini di Monte Giordano OP | ? – 18 sierpnia 1340               | 18 grudnia 1327                                                        | 24 marca 1336 – 18 grudnia 1338            | 18 grudnia 1327 (kardynał prezbiter) 18 grudnia 1338 (kardynał biskup)                                                                                   |
| Pedro Gómez Barroso                | ? – 14 lipca 1348                  | 18 grudnia 1327                                                        | 18 grudnia 1338 – 1340                     | 18 grudnia 1327 (kardynał prezbiter) 1340 (kardynał biskup)                                                                                              |
| Imbert Dupuis                      | ? – 26 maja 1348                   | 18 grudnia 1327                                                        | 1340 – 26 maja 1348                        | |
| Élie Talleyrand de Périgord        | 8 sierpnia 1301 – 17 stycznia 1364 | 25 maja 1331                                                           | 26 maja 1348 – 4 listopada 1348            | 25 maja 1331 (kardynał prezbiter) 4 listopada 1348 (kardynał biskup)                                                                                     |
| Pierre Bertrand d’Annonay          | ? – 23 czerwca 1349                | 20 grudnia 1331                                                        | 4 listopada 1348 – 23 czerwca 1349         | |
| Guillaume de Court OCist           | ? – 12 czerwca 1361                | 18 grudnia 1338                                                        | 23 czerwca 1349 – 18 grudnia 1350          | 18 grudnia 1338 (kardynał prezbiter) 18 grudnia 1350 (kardynał biskup)                                                                                   |
| Guillaume d’Aure OSB               | ? – 3 grudnia 1353                 | 18 grudnia 1338                                                        | 18 grudnia 1350 – 3 grudnia 1353           | |
| Hugues Roger OSB                   | ok. 1293 – 21 października 1363    | 20 września 1342                                                       | 3 grudnia 1353 – 21 października 1363      | |
| Guillaume d’Aigrefeuille           | 1326 – 4 października 1369         | 17 grudnia 1350                                                        | 21 października 1363 – 17 września 1367    | 17 grudnia 1350 (kardynał prezbiter) 17 września 1367 (kardynał biskup)                                                                                  |
| Pierre de Monteruc                 | ok. 1320 – 30 maja 1385            | 23 grudnia 1356                                                        | 17 września 1367 – listopad 1378           | Od listopada 1378 w obediencji awiniońskiej |

## Okres 1378 do 1415 (Wielka schizma zachodnia)

### Obediencja rzymska
| Imię i nazwisko            | Ur. – zm.                  | Data, od której liczone jest starszeństwo wśród kardynałów prezbiterów | czas przysługiwania tytułu protoprezbitera | daty nominacji kardynalskich; pozostałe uwagi                                                        |
| Simone Brossano            | * ? † 27 sierpnia 1381     | 7 czerwca 1370                                                         | listopad 1378 – 27 sierpnia 1381           | Mimo neutralnej postawy wobec schizmy nie został pozbawiony godności kardynalskiej przez Urbana VI   |
| Pileo di Prata             | * 1330 † 1400              | 18 września 1378                                                       | 27 sierpnia 1381 – 1385                    | 18 września 1378 (kardynał prezbiter) 1385 (kardynał biskup)                                         |
| Luca Rodolfucci de Gentili | * ? † 18 stycznia 1389     | 18 września 1378                                                       | 1385 – 18 stycznia 1389                    | |
| Andrea Bontempi Martini    | * ? † 16 lipca 1390        | 18 września 1378                                                       | 18 stycznia 1389 – 16 lipca 1390           | |
| Poncello Orsini            | * ? † 2 lutego 1395        | 18 września 1378                                                       | 16 lipca 1390 – 2 lutego 1395              | |
| Stefano Palosio            | * ? † 24 kwietnia 1396     | 17 grudnia 1384                                                        | 2 lutego 1395 – 24 kwietnia 1396           | |
| Bálint Alsáni              | * 1330 † 19 listopada 1408 | 17 grudnia 1384                                                        | 24 kwietnia 1396 – 19 listopada 1408       | |
| Jan Dominici OP            | * 1356 † 10 czerwca 1419   | 19 września 1408                                                       | 19 listopada 1408 – 4 lipca 1415           | 4 lipca 1415, w związku z abdykacją papieża Grzegorza XII dołączył do obediencji Soboru w Konstancji |

### Obediencja awiniońska
| Imię i nazwisko                 | Ur. – zm.                 | Data, od której liczone jest starszeństwo wśród kardynałów prezbiterów | czas przysługiwania tytułu protoprezbitera | daty nominacji kardynalskich; pozostałe uwagi                              |
| Pierre de Monteruc              | ok. 1320 – 30 maja 1385   | 23 grudnia 1356                                                        | do 30 maja 1385                            |                                                                            |
| Guillaume d’Aigrefeuille        | * 1339 † 13 stycznia 1401 | 12 maja 1367                                                           | 30 maja 1385 – 13 stycznia 1401            |                                                                            |
| Leonardo Rossi da Giffoni OFM   | * ? † 7 maja 1407         | 18 grudnia 1378                                                        | 13 stycznia 1401 – 7 maja 1407             |                                                                            |
| Pierre de Thury                 | * ? † 9 grudnia 1410      | 12 lipca 1385                                                          | 7 maja 1407 – 21 października 1408         | 21 października 1408 został ekskomunikowany przez Benedykta XIII           |
| Pierre Ravat CanReg             | * ? † 1417                | 22 września 1408                                                       | 21 października 1408 – 1417                |                                                                            |
| Juan Martínez de Murillo CanReg | * ? † listopad 1420       | 22 września 1408                                                       | 1417                                       | Pod koniec 1417 uznał papieża Marcina V, wybranego na Soborze w Konstancji |

### Obediencja pizańska
| Imię i nazwisko                   | Ur. – zm.             | Data, od której liczone jest starszeństwo wśród kardynałów prezbiterów | czas przysługiwania tytułu protoprezbitera | daty nominacji kardynalskich; pozostałe uwagi                                                   |
| Pierre de Thury                   | * ? † 9 grudnia 1410  | 12 lipca 1385                                                          | 1408 – 9 grudnia 1410                      |                                                                                                 |
| Angelo d’Anna de Sommariva OSBCam | * ? † 21 lipca 1428   | 1404?                                                                  | 9 grudnia 1410 – 23 września 1412          | 17 grudnia 1384 (kardynał diakon) 1404? (kardynał prezbiter) 23 września 1412 (kardynał biskup) |
| Francesco Lando                   | * ? † 26 grudnia 1427 | 6 czerwca 1411                                                         | 23 września 1412 – 23 grudnia 1424         | 6 czerwca 1411 (kardynał prezbiter) 23 grudnia 1424 (kardynał biskup)                           |

## Od 1415
| Imię i nazwisko                                    | Ur. – zm.                                  | Data, od której liczone jest starszeństwo wśród kardynałów prezbiterów | czas przysługiwania tytułu protoprezbitera | daty nominacji kardynalskich; pozostałe uwagi |
| Francesco Lando                                    | * ? † 26 grudnia 1427                      | 6 czerwca 1411                                                         | 23 września 1412 – 23 grudnia 1424         | 6 czerwca 1411 (kardynał prezbiter) 23 grudnia 1424 (kardynał biskup) |
| Antonio Panciera                                   | * 1350 † 3 lipca 1431                      | 6 czerwca 1411                                                         | 23 grudnia 1424 – 14 marca 1431            | 6 czerwca 1411 (kardynał prezbiter) 14 marca 1431 (kardynał biskup) |
| Jean de la Rochetaillée                            | * 1350 † 24 marca 1437                     | 24 maja 1426                                                           | 14 marca 1431 – 24 marca 1437              | |
| Ludwik Aleman CanReg                               | * ok. 1390 † 16 września 1450              | 24 maja 1426                                                           | 24 marca 1437 – 11 kwietnia 1440           | po raz pierwszy; 11 kwietnia 1440 został pozbawiony godności kardynalskiej i ekskomunikowany za udział w wyborze antypapieża Feliksa V, zrehabilitowany 19 grudnia 1449 |
| Henry Beaufort                                     | * 1374 † 11 kwietnia 1447                  | 24 maja 1426                                                           | 11 kwietnia 1440 – 11 kwietnia 1447        | |
| John Kempe                                         | * ok. 1380 † 22 marca 1454                 | 18 grudnia 1439                                                        | 11 kwietnia 1447 – 19 grudnia 1449         | 18 grudnia 1439 (kardynał prezbiter) 21 lipca 1452 (kardynał biskup) po raz pierwszy |
| Ludwik Aleman CanReg                               | * ok. 1390 † 16 września 1450              | 24 maja 1426 / 19 grudnia 1449                                         | 19 grudnia 1449 – 16 września 1450         | po raz drugi |
| John Kempe                                         | * ok. 1380 † 22 marca 1454                 | 18 grudnia 1439                                                        | 16 września 1450 – 21 lipca 1452           | 18 grudnia 1439 (kardynał prezbiter) 21 lipca 1452 (kardynał biskup) po raz drugi |
| Zbigniew Oleśnicki                                 | * 5 grudnia 1389 † 1 kwietnia 1455         | 18 grudnia 1439                                                        | 21 lipca 1452 – 1 kwietnia 1455            | |
| Peter von Schaumberg                               | * 22 lutego 1388 † 12 kwietnia 1469        | 18 grudnia 1439                                                        | 1 kwietnia 1455 – 12 kwietnia 1469         | |
| Jean Rolin                                         | * 1408 † 22 czerwca 1483                   | 20 grudnia 1448                                                        | 12 kwietnia 1469 – 22 czerwca 1483         | |
| Luis Juan del Mila y Borja                         | * 1432 † ok. 1510                          | 20 lutego 1456                                                         | 22 czerwca 1483 – 1510                     | |
| Jaime Serra i Cau                                  | * 1427/30 † 15 marca 1517                  | 28 września 1500                                                       | 1510 – 20 stycznia 1511                    | 28 września 1500 (kardynał prezbiter), 20 stycznia 1511 (kardynał biskup) |
| Pietro Isvalies                                    | * ? † 22 września 1511                     | 28 września 1500                                                       | 20 stycznia 1511– 22 września 1511         | |
| Francisco de Borja                                 | * 1441 † 4 listopada 1511                  | 28 września 1500                                                       | 22 września 1511– 24 października 1511     | Ekskomunikowany 24 października 1511 |
| Tamás Bakócz                                       | * 1442 † 11 czerwca 1521                   | 28 września 1500                                                       | 24 października 1511 – 11 czerwca 1521     | |
| François Guillaume de Clermont                     | * 1480 † 2 marca 1541                      | 29 listopada 1503                                                      | 11 czerwca 1521 – 18 grudnia 1523          | 29 listopada 1503 (kardynał prezbiter), 18 grudnia 1523 (kardynał biskup) |
| Marco Cornaro                                      | * 1482 † 24 lipca 1524                     | 14 grudnia 1523                                                        | 18 grudnia 1523 – 20 maja 1524             | 28 września 1500 (kardynał diakon), 14 grudnia 1523 (kardynał prezbiter) 20 maja 1524 (kardynał biskup) Objął funkcję protoprezbitera gdyż został promowany do rangi kardynała prezbitera z pozycji protodiakona Świętego Kolegium                                                            |
| Lorenzo Pucci                                      | * 14 sierpnia 1458 † 16 września 1531      | 23 września 1513                                                       | 20 maja 1524 – 15 czerwca 1524             | 23 września 1513 (kardynał prezbiter) 15 czerwca 1524 (kardynał biskup) |
| Matthäus Lang von Wellenburg                       | * 1468/69 † 30 marca 1540                  | 10 marca 1511 / 8 sierpnia 1519                                        | 15 czerwca 1524 – 26 lutego 1535           | 10 marca 1511 (kardynał diakon) 8 sierpnia 1519 (kardynał prezbiter) 26 lutego 1535 (kardynał biskup) Prawdopodobnie uzyskał przywilej liczenia swego starszeństwa od daty nominacji na kardynała diakona gdyż był zawsze wymieniany przed kardynałami prezbiterami mianowanymi przez Leona X |
| Ludwik de Bourbon-Vendôme                          | * 2 stycznia 1493 † 13 marca 1557          | 1 lipca 1517                                                           | 26 lutego 1535 – 24 lutego 1550            | 1 lipca 1517 (kardynał prezbiter) 24 lutego 1550 (kardynał biskup) |
| François de Tournon CRSAnt                         | * 1489 † 22 kwietnia 1562                  | 9 marca 1530                                                           | 24 lutego 1550 – 28 lutego 1550            | 9 marca 1530 (kardynał prezbiter) 28 lutego 1550 (kardynał biskup) |
| Claude de Longwy de Givry                          | * 1481 † 9 sierpnia 1561                   | 7 listopada 1533                                                       | 28 lutego 1550 – 9 sierpnia 1561           | |
| Georges d’Armagnac                                 | * 1500/01 † 10 lipca 1585                  | 19 grudnia 1544                                                        | 9 sierpnia 1561 – 14 kwietnia 1564         | po raz pierwszy |
| Alessandro Farnese                                 | * 7 października 1520 † 2 marca 1589       | 14 kwietnia 1564                                                       | 14 kwietnia 1564 – 12 maja 1564            | 18 grudnia 1534 (kardynał diakon) 14 kwietnia 1564 (kardynał prezbiter) 12 maja 1564 (kardynał biskup Sabiny); Objął funkcję protoprezbitera gdyż został promowany do rangi kardynała prezbitera z pozycji protodiakona Świętego Kolegium                                                     |
| Georges d’Armagnac                                 | * 1500/01 † 10 lipca 1585                  | 19 grudnia 1544                                                        | 12 maja 1564 – 8 sierpnia 1567             | po raz drugi |
| Giulio Feltre della Rovere                         | * 5 kwietnia 1533 † 3 września 1578        | 15 lutego 1566                                                         | 8 sierpnia 1567 – 12 kwietnia 1570         | 27 lipca 1547 (kardynał diakon), 15 lutego 1566 (kardynał prezbiter), (kardynał biskup) Objął funkcję protoprezbitera gdyż został promowany do rangi kardynała prezbitera z pozycji protodiakona Świętego Kolegium                                                                            |
| Georges d’Armagnac                                 | * 1500/01 † 10 lipca 1585                  | 19 grudnia 1544                                                        | 12 kwietnia 1570 – 10 lipca 1585           | po raz trzeci |
| Karol II de Bourbon                                | * 22 września 1523 † 25 maja 1590          | 20 listopada 1551                                                      | 10 lipca 1585 – 25 maja 1590               | 9 stycznia 1548 (kardynał diakon) 20 listopada 1551 (kardynał prezbiter) |
| Markus Sitticus von Hohenems                       | * 19 sierpnia 1533 † 15 lutego 1595        | 30 lipca 1563                                                          | 25 maja 1590 – 15 lutego 1595              | 26 lutego 1561 (kardynał diakon), 30 lipca 1563 (kardynał prezbiter) |
| Ludovico Madruzzo                                  | * 1532 † 20 kwietnia 1600                  | 9 lutego 1569                                                          | 15 lutego 1595 – 18 sierpnia 1597          | 26 lutego 1561 (kardynał diakon), 9 lutego 1569 (kardynał prezbiter), 18 sierpnia 1597 (kardynał biskup) |
| Girolamo Rusticucci                                | * styczeń 1537 † 14 czerwca 1603           | 17 maja 1570                                                           | 18 sierpnia 1597 – 30 marca 1598           | 17 maja 1570 (kardynał prezbiter), 30 marca 1598 (kardynał biskup) |
| Girolamo Simoncelli                                | * 1524 † 22 lutego 1605                    | 1573 (?)                                                               | 30 marca 1598 – 21 lutego 1600             | 22 grudnia 1553 (kardynał diakon), ok. 1573 (kard prezbiter), 21 lutego 1600 (kardynał biskup) |
| Pedro de Deza                                      | * 26 marca 1520 † 27 sierpnia 1600         | 21 lutego 1578                                                         | 21 lutego 1600 – 23 kwietnia 1600          | 21 lutego 1578 (kardynał prezbiter), 23 kwietnia 1600 (kardynał biskup) |
| Alessandro Ottaviano de Medici                     | * 2 czerwca 1535 † 27 kwietnia 1605        | 12 grudnia 1583                                                        | 23 kwietnia 1600 – 30 sierpnia 1600        | 12 grudnia 1583 (kardynał prezbiter), 30 sierpnia 1600 (kardynał biskup), od 1 kwietnia 1605 papież Leon XI |
| Rodrigo de Castro Osorio                           | * 5 marca 1537 † 18 września 1600          | 12 grudnia 1583                                                        | 30 sierpnia 1600 – 18 września 1600        | |
| François de Joyeuse                                | * 24 czerwca 1562 † 23 sierpnia 1615       | 12 grudnia 1583                                                        | 18 września 1600 – 24 marca 1604           | 12 grudnia 1583 (kardynał prezbiter), 24 marca 1604 (kardynał biskup) |
| Agostino Valier                                    | * 7 kwietnia 1531 † 23 maja 1606           | 12 grudnia 1583                                                        | 24 marca 1604 – 1 czerwca 1605             | 12 grudnia 1583 (kardynał prezbiter), 1 czerwca 1605 (kardynał biskup) |
| Ascanio Colonna                                    | * 3 kwietnia 1560 † 17 maja 1608           | 16 listopada 1586                                                      | 1 czerwca 1605 – 5 czerwca 1606            | 16 listopada 1586 (kardynał diakon), 8 listopada 1599 (kardynał prezbiter), 5 czerwca 1606 (kardynał biskup) Awansowany do rangi kardynała prezbitera po upływie 10 lat od nominacji na kardynała diakona                                                                                     |
| Antonio Maria Sauli                                | * 1541 † 24 sierpnia 1623                  | 18 grudnia 1587                                                        | 5 czerwca 1606 – 7 lutego 1607             | 18 grudnia 1587 (kardynał prezbiter), 7 lutego 1607 (kardynał biskup Albano) |
| Giovanni Evangelista Pallotta                      | * luty 1548 † 22 sierpnia 1620             | 18 grudnia 1587                                                        | 7 lutego 1607 – 24 stycznia 1611           | 18 grudnia 1587 (kardynał prezbiter), 24 stycznia 1611 (kardynał biskup) |
| Pierre de Gondi                                    | *1532 † 17 lutego 1616                     | 18 grudnia 1587                                                        | 24 stycznia 1611 – 17 lutego 1616          | |
| Federico Borromeo                                  | * 18 sierpnia 1564 † 21 września 1631      | 17 września 1593                                                       | 17 lutego 1616 – 13 listopada 1617         | 18 grudnia 1587 (kardynał diakon), 17 września 1593 (kardynał prezbiter), po raz pierwszy |
| Francesco Sforza di Santa Fiora                    | * 6 listopada 1562 † 9 września 1624       | 12 grudnia 1583                                                        | 13 listopada 1617 – 5 marca 1618           | 12 grudnia 1583 (kardynał diakon), 13 listopada 1617 (kardynał prezbiter), 5 marca 1618 (kardynał biskup) Awansowany do rangi protoprezbitera bezpośrednio z pozycji protodiakona |
| Federico Borromeo                                  | * 18 sierpnia 1564 † 21 września 1631      | 17 września 1593                                                       | 5 marca 1618 – 30 marca 1620               | 18 grudnia 1587 (kardynał diakon), 17 września 1593 (kardynał prezbiter), po raz drugi |
| Alessandro Peretti de Montalto                     | * 1571 † 2 czerwca 1623                    | 13 maja 1585                                                           | 30 marca 1620 – 6 kwietnia 1620            | 13 maja 1585 (kardynał diakon), 30 marca 1620 (kardynał prezbiter) 6 kwietnia 1620 (kardynał biskup) Awansowany do rangi protoprezbitera bezpośrednio z pozycji protodiakona |
| Federico Borromeo                                  | * 18 sierpnia 1564 † 21 września 1631      | 17 września 1593                                                       | 6 kwietnia 1620 – 11 stycznia 1621         | 18 grudnia 1587 (kardynał diakon), 17 września 1593 (kardynał prezbiter), po raz trzeci |
| Odoardo Farnese                                    | * 7 grudnia 1573 † 21 lutego 1626          | 6 marca 1591                                                           | 11 stycznia 1621 – 3 marca 1621            | 6 marca 1591 (kardynał diakon), 11 stycznia 1621 (kardynał prezbiter), 3 marca 1621 (kardynał biskup) |
| Federico Borromeo                                  | * 18 sierpnia 1564 † 21 września 1631      | 17 września 1593                                                       | 3 marca 1621 – 21 września 1631            | 18 grudnia 1587 (kardynał diakon), 17 września 1593 (kardynał prezbiter), po raz czwarty |
| Giovanni Doria                                     | * 24 marca 1573 † 19 listopada 1642        | 9 czerwca 1604                                                         | 21 września 1631 – 19 listopada 1642       | 9 czerwca 1604 (kardynał diakon), 2 października 1623 (kardynał prezbiter) Awansowany do rangi kardynała prezbitera po upływie 10 lat od nominacji na kardynała diakona |
| François de La Rochefoucauld                       | * 8 grudnia 1558 † 14 lutego 1645          | 10 grudnia 1607                                                        | 19 listopada 1642 – 14 lutego 1645         | |
| Luigi Capponi                                      | * 1583 † 6/7 kwietnia 1659                 | 24 listopada 1608                                                      | 14 lutego 1645 – 6 kwietnia 1659           | 24 listopada 1608 (kardynał diakon), 19 kwietnia 1621 (kardynał prezbiter) Awansowany do rangi kardynała prezbitera po upływie 10 lat od nominacji na kardynała diakona |
| Baltasar Moscoso y Sandoval                        | * 9 marca 1589 † 17 września 1665          | 2 grudnia 1615                                                         | 6 kwietnia 1659 – 17 września 1665         | |
| Ernst Adalbert von Harrach                         | * 4 listopada 1598 † 25 października 1667  | 19 stycznia 1626                                                       | 17 września 1665 – 25 października 1667    | |
| Giulio Gabrielli                                   | * 6 stycznia 1603 † 31 sierpnia 1677       | 16 grudnia 1641                                                        | 25 października 1667 – 30 stycznia 1668    | 16 grudnia 1641 (kardynał diakon), 6 marca 1656 (kardynał prezbiter), 30 stycznia 1668 (kardynał biskup) Awansowany do rangi kardynała prezbitera po upływie 10 lat od nominacji na kardynała diakona                                                                                         |
| Virginio Orsini OSIoHieros                         | * 17 maja 1615 † 21 sierpnia 1676          | 16 grudnia 1641                                                        | 30 stycznia 1668 – 18 marca 1671           | 16 grudnia 1641 (kardynał diakon) 11 października 1666 (kardynał prezbiter), 18 marca 1671 (kardynał biskup) Awansowany do rangi kardynała prezbitera po upływie 10 lat od nominacji na kardynała diakona                                                                                     |
| Rinaldo d’Este                                     | * 1618 † 30 września 1672                  | 16 grudnia 1641                                                        | 18 marca 1671 – 24 sierpnia 1671           | 16 grudnia 1641 (kardynał diakon), 12 marca 1668 (kardynał prezbiter) 24 sierpnia 1671 (kardynał biskup) Awansowany do rangi kardynała prezbitera po upływie 10 lat od nominacji na kardynała diakona                                                                                         |
| Cesare Facchinetti                                 | * 17 września 1608 † 30 stycznia 1683      | 13 lipca 1643                                                          | 24 sierpnia 1671 – 14 listopada 1672       | 13 lipca 1643 (kardynał prezbiter), 14 listopada 1672 (kardynał biskup) |
| Girolamo Grimaldi-Cavalleroni                      | * 20 sierpnia 1595 † 4 listopada 1685      | 13 lipca 1643                                                          | 14 listopada 1672 – 28 stycznia 1675       | 13 lipca 1643 (kardynał prezbiter), 28 stycznia 1675 (kardynał biskup) |
| Carlo Rossetti                                     | * 1614 † 23 listopada 1681                 | 13 lipca 1643                                                          | 28 stycznia 1675 – 19 października 1676    | 13 lipca 1643(kardynał prezbiter), 19 października 1676 (kardynał biskup) |
| Niccolò Albergati-Ludovisi                         | * 15 września 1608 † 9 sierpnia 1687       | 6 marca 1645                                                           | 19 października 1676 – 13 września 1677    | 6 marca 1645 (kardynał prezbiter), 13 września 1677 (kardynał biskup) |
| Alderano Cibo                                      | * 16 lipca 1613 † 22 lipca1700             | 6 marca 1645                                                           | 13 września 1677 – 6 lutego 1679           | 6 marca 1645 (kardynał prezbiter), 6 lutego 1679 (kardynał biskup) |
| Lorenzo Raggi                                      | * 1615 † 14 stycznia 1687                  | 7 października 1647                                                    | 6 lutego 1679 – 8 stycznia 1680            | 7 października 1647 (kardynał diakon), 11 lutego 1664 (kardynał prezbiter), 8 stycznia 1680 (kardynał biskup) Awansowany do rangi kardynała prezbitera po upływie 10 lat od nominacji na kardynała diakona                                                                                    |
| Luigi Alessandro Omodei                            | * 8 grudnia 1608 † 26 kwietnia 1685        | 19 lutego 1652                                                         | 8 stycznia 1680 – 26 kwietnia 1685         | 19 lutego 1652 (kardynał prezbiter) |
| Carlo Barberini                                    | * 1 czerwca 1630 † 2 października 1704     | 23 czerwca 1653                                                        | 26 kwietnia 1685 – 19 października 1689    | 23 czerwca 1653 (kardynał diakon), 27 września 1683 (kardynał prezbiter) Awansowany do rangi kardynała prezbitera po upływie 10 lat od nominacji na kardynała diakona po raz pierwszy |
| Francesco Maidalchini                              | * 13 kwietnia 1631 † 13 czerwca 1700       | 7 października 1647                                                    | 19 października 1689 – 13 czerwca 1700     | 7 października 1647 (kardynał diakon), 19 października 1689 (kardynał prezbiter) Awansowany do rangi kardynała prezbitera po upływie 10 lat od nominacji na kardynała diakona, bezpośrednio z pozycji protodiakona Świętego Kolegium                                                          |
| Carlo Barberini                                    | * 1 czerwca 1630 † 2 października 1704     | 23 czerwca 1653                                                        | 13 czerwca 1700 – 2 października 1704      | 23 czerwca 1653 (kardynał diakon), 27 września 1683 (kardynał prezbiter) po raz drugi |
| Francesco Nerli                                    | * 12 lub 13 czerwca 1636 † 8 kwietnia 1708 | 12 czerwca 1673                                                        | 2 października 1704 – 8 kwietnia 1708      | 12 czerwca 1673 (kardynał prezbiter) |
| Galeazzo Marescotti                                | * 1 października 1627 † 3 lipca 1726       | 27 maja 1675                                                           | 8 kwietnia 1708 – 3 lipca 1726             | 27 maja 1675 (kardynał prezbiter) |
| Giuseppe Sacripante                                | * 19 marca 1642 † 4 stycznia 1727          | 12 grudnia 1695                                                        | 3 lipca 1726 – 4 stycznia 1727             | 12 grudnia 1695 (kardynał prezbiter) |
| Giuseppe Renato Imperiali                          | * 29 kwietnia 1651 † 15 stycznia 1737      | 13 lutego 1690                                                         | 4 stycznia 1727 – 15 stycznia 1737         | 13 lutego 1690 (kardynał diakon) 9 grudnia 1726 (kardynał prezbiter) Awansowany do rangi kardynała prezbitera po upływie 10 lat od nominacji na kardynała diakona |
| Gianantonio Davia                                  | * 13 października 1660 † 11 stycznia 1740  | 18 maja 1712                                                           | 15 stycznia 1737 – 11 stycznia 1740        | 18 maja 1712 (kardynał prezbiter) |
| François-Armand-Auguste de Rohan-Soubise-Ventadour | * 26 czerwca 1674 † 16 lipca 1749          | 18 maja 1712                                                           | 11 stycznia 1740 – 16 lipca 1749           | 18 maja 1712 (kardynał prezbiter) |
| Nuno de Cunha da Ataíde                            | * 8 grudnia 1664 † 3 grudnia 1750          | 18 maja 1712                                                           | 16 lipca 1749 – 14 grudnia 1750            | 18 maja 1712 (kardynał prezbiter) |
| Giulio Alberoni                                    | * 9 czerwca 1664 † 26 czerwca 1752         | 12 lipca 1717                                                          | 14 grudnia 1750 – 26 czerwca 1752          | 12 lipca 1717 (kardynał diakon), 20 września 1728 (kardynał prezbiter) |
| Thomas-Philippe Wallard d’Hénin-Liétard            | * 12 listopada 1679 † 5 stycznia 1759      | 29 listopada 1719                                                      | 26 czerwca 1752 – 5 stycznia 1759          | 29 listopada 1719 (kardynał prezbiter) |
| Joseph Dominicus von Lamberg                       | * 8 lipca 1680 † 30 sierpnia 1761          | 20 grudnia 1737                                                        | 5 stycznia 1759 – 30 sierpnia 1761         | 20 grudnia 1737 (kardynał prezbiter) |
| Jan Teodor Wittelsbach                             | * 3 września 1703 † 27 stycznia 1763       | 9 września 1743                                                        | 30 sierpnia 1761 – 27 stycznia 1763        | 9 września 1743 (kardynał prezbiter) |
| Giacomo Oddi                                       | * 11 listopada 1679 † 2 maja 1770          | 9 września 1743                                                        | 27 stycznia 1763 – 2 maja 1770             | 9 września 1743 (kardynał prezbiter) |
| Giuseppe Pozzobonelli                              | * 11 sierpnia 1696 † 27 kwietnia 1783      | 9 września 1743                                                        | 2 maja 1770 – 27 kwietnia 1783             | 9 września 1743 (kardynał prezbiter) |
| Carlo Vittorio Amadeo della Lanze                  | * 1 września 1712 † 23 stycznia 1784       | 2 października 1747                                                    | 27 kwietnia 1783 – 23 stycznia 1784        | 10 kwietnia 1747 (kardynał diakon), 2 października 1747 (kardynał prezbiter) |
| Paul d’Albert de Luynes                            | * 5 stycznia 1703 † 21 stycznia 1788       | 5 kwietnia 1756                                                        | 23 stycznia 1784 – 21 stycznia 1788        | 23 listopada 1761 (kardynał prezbiter) |
| Christoph Anton von Migazzi                        | * 20 października 1714 † 14 kwietnia 1803  | 23 listopada 1761                                                      | 21 stycznia 1788 – 14 kwietnia 1803        | 23 listopada 1761 (kardynał prezbiter – Ss. Quattro Coronati) |
| Francesco Carafa                                   | * 29 kwietnia 1722 † 20 września 1818      | 19 kwietnia 1773                                                       | 14 kwietnia 1803 – 20 września 1818        | 19 kwietnia 1773 (kardynał prezbiter – S. Clemente), 15 września 1788 → kardynał prezbiter – S. Lorenzo in Lucina, 3 sierpnia 1807 → kardynał prezbiter – S. Lorenzo in Damaso |
| Ludwik Maria Burbon y Vallabriga                   | * 22 maja 1777 † 19 marca 1823             | 20 października 1800                                                   | 20 września 1818 – 19 marca 1823           | 20 października 1800 (kardynał prezbiter – S. Maria della Scala) |
| Giuseppe Firrao                                    | * 20 lipca 1736 † 24 stycznia 1830         | 23 lutego 1801                                                         | 19 marca 1823 – 24 stycznia 1830           | 23 lutego 1801 (kardynał prezbiter – S. Eusebio) |
| Luigi Ruffo Scilla                                 | * 25 sierpnia 1750 † 17 listopada 1832     | 23 lutego 1801                                                         | 24 stycznia 1830 – 17 listopada 1832       | 23 lutego 1801 (kardynał prezbiter – S. Maria in Traspontina) |
| Cesare Brancadoro                                  | * 28 sierpnia 1755 † 12 września 1837      | 23 lutego 1801                                                         | 17 listopada 1832 – 12 września 1837       | 23 lutego 1801 (kardynał prezbiter – S. Girolamo dei Croati (degli Schiavoni)), 29 maja 1820 → kardynał prezbiter – S. Agostino |
| Joseph Fesch                                       | * 3 stycznia 1763 † 13 maja 1839           | 17 stycznia 1803                                                       | 12 września 1837 – 13 maja 1839            | 17 stycznia 1803 (kardynał prezbiter – S. Maria della Vittoria), 2 grudnia 1822 → kardynał prezbiter – S. Lorenzo in Lucina |
| Carlo Oppizzoni                                    | * 15 kwietnia 1769 † 13 kwietnia 1855      | 26 marca 1804                                                          | 13 maja 1839 – 13 kwietnia 1855            | 26 marca 1804 (kardynał prezbiter – S. Bernardo alle Terme), 8 lipca 1839 → kardynał prezbiter – S. Lorenzo in Lucina |
| Giacomo Filippo Fransoni                           | * 10 grudnia 1775 † 20 kwietnia 1856       | 2 października 1826                                                    | 13 kwietnia 1855 – 20 kwietnia 1856        | 2 października 1826 (kardynał prezbiter – S. Maria in Ara Coeli), 28 września 1855 → kardynał prezbiter – S. Lorenzo in Lucina |
| Benedetto Barberini                                | * 22 października 1788 † 10 kwietnia 1863  | 15 grudnia 1828                                                        | 20 kwietnia 1856 – 10 kwietnia 1863        | 15 grudnia 1828 (kardynał prezbiter – S. Maria sopra Minerva), 2 czerwca 1832 → kardynał prezbiter – S. Maria in Trastevere, 28 kwietnia 1844 → kardynał prezbiter – Basilica di San Giovanni in Laterano), 16 czerwca 1856 → kardynał prezbiter – S. Lorenzo in Lucina                       |
| Antonio Tosti                                      | * 4 października 1776 † 20 marca 1866      | 18 lutego 1839                                                         | 10 kwietnia 1863 – 20 marca 1866           | 18 lutego 1839 (kardynał prezbiter – S. Pietro in Montorio) |
| Engelbertus Sterckx                                | * 2 listopada 1792 † 4 grudnia 1867        | 13 września 1838                                                       | 20 marca 1866 – 4 grudnia 1867             | 13 września 1838 (kardynał prezbiter – S. Bartolomeo all’Isola) |
| Filippo de Angelis                                 | * 16 kwietnia 1792 † 8 lipca 1877          | 13 września 1838 („in pectore”) – ogłoszony 8 lipca 1839               | 4 grudnia 1867 – 8 lipca 1877              | 13 września 1838 („in pectore”) – ogłoszony 8 lipca 1839 (kardynał prezbiter – S. Bernardo alle Terme), 20 września 1867 → kardynał prezbiter – S. Lorenzo in Lucina |
| Friedrich Josef von Schwarzenberg                  | * 6 kwietnia 1809 † 27 marca 1885          | 24 stycznia 1842                                                       | 8 lipca 1877 – 27 marca 1885               | 24 stycznia 1842 (kardynał prezbiter – S. Agostino) |
| Lucien-Louis-Joseph-Napoléon Bonaparte             | * 15 listopada 1828 † 19 listopada 1895    | 22 czerwca 1866                                                        | 27 marca 1885 – 19 listopada 1895          | 22 czerwca 1866 (kardynał prezbiter – S. Lorenzo in Lucina) |
| Gustav Adolf von Hohenlohe-Schillingsfürst         | * 26 lutego 1823 † 30 października 1896    | 22 czerwca 1866                                                        | 19 listopada 1895 – 30 października 1896   | 22 czerwca 1866 (kardynał prezbiter – S. Maria in Traspontina), 12 maja 1879 (kardynał biskup – Albano), 10 listopada 1884 (ponownie kardynał prezbiter – S. Callisto), 2 grudnia 1895 → kardynał prezbiter – S. Lorenzo in Lucina                                                            |
| Mieczysław Ledóchowski                             | * 29 października 1822 † 22 lipca 1902     | 15 marca 1875                                                          | 30 października 1896 – 22 lipca 1902       | 15 marca 1875 (kardynał prezbiter – S. Maria in Ara Coeli), 30 listopada 1896 → kardynał prezbiter – S. Lorenzo in Lucina |
| José Sebastião Neto OFMDisc                        | * 8 lutego 1841 † 7 grudnia 1920           | 24 marca 1884                                                          | 22 lipca 1902 – 7 grudnia 1920             | 24 marca 1884 (kardynał prezbiter – Ss. XII Apostoli) |
| James Gibbons                                      | * 23 lipca 1834 † 24 marca 1921            | 7 czerwca 1886                                                         | 7 grudnia 1920 – 24 marca 1921             | 7 czerwca 1886 (kardynał prezbiter – S. Maria in Trastevere) |
| Michael Logue                                      | * 1 października 1840 † 19 listopada 1924  | 16 stycznia 1893                                                       | 24 marca 1921 – 19 listopada 1924          | 16 stycznia 1893 (kardynał prezbiter – S. Maria della Pace) |
| Giuseppe Francica-Nava di Bontifé                  | * 23 lipca 1846 † 7 grudnia 1928           | 19 czerwca 1899                                                        | 19 listopada 1924 – 7 grudnia 1928         | 19 czerwca 1899 (kardynał prezbiter – Ss. Giovanni e Paolo) |
| Lev Skrbenský z Hříště                             | * 12 czerwca 1863 † 24 grudnia 1938        | 15 kwietnia 1901                                                       | 7 grudnia 1928 – 24 grudnia 1938           | 15 kwietnia 1901 (kardynał prezbiter – S. Stefano al Monte Celio) Był ostatnim żyjącym kardynałem z nominacji Leona XIII. |
| William O’Connell                                  | * 8 grudnia 1859 † 22 kwietnia 1944        | 27 listopada 1911                                                      | 24 grudnia 1938 – 22 kwietnia 1944         | 27 listopada 1911 (kardynał prezbiter – S. Clemente) |
| Alessio Ascalesi                                   | * 22 października 1872 † 11 maja 1952      | 4 grudnia 1916                                                         | 22 kwietnia 1944 – 11 maja 1952            | 4 grudnia 1916 (kardynał prezbiter – S. Callisto) |
| Michael von Faulhaber                              | * 5 marca 1869 † 12 czerwca 1952           | 7 marca 1921                                                           | 11 maja 1952 – 12 czerwca 1952             | 7 marca 1921 (kardynał prezbiter – S. Anastasia) Był ostatnim żyjącym kardynałem z nominacji Benedykta XV. |
| Alessandro Verde                                   | * 27 marca 1865 † 29 marca 1958            | 14 grudnia 1925                                                        | 12 czerwca 1952 – 29 marca 1958            | 14 grudnia 1925 (kardynał diakon – S. Maria in Cosmedin), 16 grudnia 1935 (kardynał prezbiter – S. Maria in Cosmedin) |
| Joseph-Ernest van Roey                             | * 13 stycznia 1874 † 6 sierpnia 1961       | 20 stycznia 1927                                                       | 29 marca 1958 – 6 sierpnia 1961            | 20 stycznia 1927 (kardynał prezbiter – S. Maria in Ara Coeli) |
| Manuel Gonçalves Cerejeira                         | * 29 listopada 1888 † 2 sierpnia 1977      | 16 grudnia 1929                                                        | 6 sierpnia 1961 – 2 sierpnia 1977          | 16 grudnia 1929 (kardynał prezbiter – Ss. Marcellino e Pietro) Był ostatnim żyjącym kardynałem z nominacji Piusa XI. |
| Carlos Carmelo de Vasconcellos Motta               | * 16 lipca 1890 † 18 września 1982         | 18 lutego 1946                                                         | 2 sierpnia 1977 – 18 września 1982         | 18 lutego 1946 (kardynał prezbiter – Bazylika św. Pankracego za Murami) |
| Giuseppe Siri                                      | * 20 maja 1906 † 2 maja 1989               | 12 stycznia 1953                                                       | 18 września 1982 – 2 maja 1989             | 12 stycznia 1953 (kardynał prezbiter – S. Maria della Vittoria) |
| Paul-Émile Léger                                   | * 26 kwietnia 1904 †13 listopada 1991      | 12 stycznia 1953                                                       | 2 maja 1989 – 13 listopada 1991            | 12 stycznia 1953 (kardynał prezbiter – S. Maria degli Angeli) Był ostatnim żyjącym kardynałem z nominacji Piusa XII. |
| Franz König                                        | * 3 sierpnia 1905 † 13 marca 2004          | 15 grudnia 1958                                                        | 13 listopada 1991 – 13 marca 2004          | 15 grudnia 1958 (kardynał prezbiter – S. Eusebio) Był ostatnim żyjącym kardynałem z nominacji Jana XXIII |
| Stephen Kim Sou-hwan                               | * 8 maja 1922 † 16 lutego 2009             | 28 kwietnia 1969                                                       | 13 marca 2004 – 16 lutego 2009             | 28 kwietnia 1969 (kardynał prezbiter – S. Felice da Cantalice a Centocelle) |
| Eugênio de Araújo Sales                            | * 8 listopada 1920 † 9 lipca 2012          | 28 kwietnia 1969                                                       | 16 lutego 2009 – 9 lipca 2012              | 28 kwietnia 1969 (kardynał prezbiter – S. Gregorio VII) |
| Paulo Evaristo Arns                                | * 14 września 1921 † 14 grudnia 2016       | 5 marca 1973                                                           | 9 lipca 2012 – 14 grudnia 2016             | 5 marca 1973 (kardynał prezbiter – S. Antonio da Padova in Via Tuscolana) Był ostatnim żyjącym kardynałem z nominacji Pawła VI (wyłączając Benedykta XVI, który w momencie wyboru na papieża przestał być kardynałem).                                                                        |
| Michael Michai Kitbunchu                           | * 26 stycznia 1929                         | 2 lutego 1983                                                          | od 14 grudnia 2016                         | 2 lutego 1983 (kardynał prezbiter – S. Lorenzo in Panisperna) |